# مارك بارنت
مارك بارنت (بالإنجليزية: Mark Barnett)‏ هو متسابق دراجات نارية أمريكي، ولد في 16 سبتمبر 1960.